# Bye Bye Baby
«Bye Bye Baby» es una canción interpretada por la cantante estadounidense Madonna, incluida en su quinto álbum de estudio, Erotica (1992). Fue compuesta por Madonna, Shep Pettibone y Anthony Shimkin durante la primera sesión de composición del álbum en octubre de 1991 y la producción quedó a cargo de los dos primeros. La canción aborda las relaciones frustradas de la cantante, quien se sentía sola e insegura y pasaba por un momento personal «decepcionante» en ese momento. Durante la grabación, quería que su voz no sonara natural, sino que tuviese algún tipo de filtro para que se escuchara distorsionada, como si saliera de una radio antigua, por lo que aplicaron un filtro Pultec HLF al mismo tiempo que la cantante grababa la canción, de tal manera que así era como se oía a sí misma al interpretarla.
De géneros hip hop y dance pop, «Bye Bye Baby» es una canción de tempo rápido que utiliza el sample de un hook de «Jingling Baby» (1990), del rapero estadounidense LL Cool J. La voz distorsionada se escucha distante y atenuada por la ecualización y provoca el efecto de un contestador automático. La letra, que ha sido objeto de diversos comentarios y análisis, trata sobre el rechazo y relata la historia sobre cómo deshacerse de un amante; al inicio, la narradora enfatiza que esta no es una canción de amor. En términos generales, obtuvo reseñas variadas de los críticos y periodistas musicales; si bien elogiaron la producción de Pettibone, la voz modificada de la artista atrajo en su mayoría comentarios negativos. En opiniones retrospectivas, varios medios la consideraron una de sus mejores canciones, así como de las más infravaloradas de su carrera.
Las compañías Sire, Maverick y Warner Bros. Records publicaron «Bye Bye Baby» el 15 de noviembre de 1993 como el sexto y último sencillo del disco solo en algunos países europeos, así como en Extremo Oriente y Australia, por lo que nunca estuvo disponible comercialmente en otros territorios como los Estados Unidos y el Reino Unido. El lanzamiento estuvo acompañado de un total de siete remezclas producidas por Ricky Crespo que no diferían mucho del sonido hip hop de la versión original. Desde el punto de vista comercial, fue el 28.º sencillo de Madonna en ubicarse entre los veinte primeros puestos en la lista de Australia y también ingresó a los conteos de Finlandia, Italia, Nueva Zelanda y Suiza.
Madonna interpretó la canción en la décima edición de los MTV Video Music Awards y en su cuarta gira musical The Girlie Show World Tour (1993). En ambas presentaciones, inspiradas en el burlesque y el cabaré, utilizó un atuendo andrógino como homenaje a la actriz alemana Marlene Dietrich en la película Marruecos (1930). Durante el número, que se caracterizó por invertir los roles de género, estuvo acompañada de sus coristas, que lucían igual que ella, y de tres bailarinas asiático-estadounidenses escasamente vestidas en un ambiente tipo burdel. Críticos y académicos analizaron que representaba una actuación queer al jugar con los papeles de butch y femme, propios de la subcultura lésbica, y resaltaba la importancia del discurso lésbico, aunque también observaron que la manera en que las bailarinas eran personificadas reforzaba los estereotipos de la mujer asiática.

## Antecedentes y desarrollo
En la segunda mitad de 1991, mientras Madonna se encontraba filmando la película A League of Their Own en Chicago, el productor y DJ Shep Pettibone —con quien trabajó en su anterior sencillo «Vogue» y en el álbum de grandes éxitos The Immaculate Collection (1990)— le envió una cinta con una serie de maquetas para que las escuchara y, si le gustaba, que le añadiera letras y melodías adicionales. A Madonna le gustaron todas las pistas incluidas en la cinta, por lo que decidió colaborar nuevamente con él para su siguiente proyecto discográfico, Erotica, en octubre de 1991; ambos se reunieron junto con Anthony Shimkin, asistente de Pettibone, en el departamento del productor en Nueva York, donde tenía su propio estudio casero. La artista llevaba consigo un libro «lleno de letras e ideas para melodías» y, durante la primera sesión de composición, trabajaron en las canciones «Erotica», «Deeper and Deeper» y «Bye Bye Baby». Las sesiones crearon un ambiente íntimo entre la artista y los productores, lo cual fue «crucial» para la grabación de la canción. Shimkin no fue acreditado como coautor en las notas del álbum, pero también participó en la composición de este y de otros temas del disco como «Erotica», «Deeper and Deeper», «Bad Girl» y «Why's It So Hard».
En ese momento, Madonna pasaba por un momento «decepcionante» en su vida personal, tras una serie de relaciones fallidas con personalidades como el actor y director Warren Beatty, el rapero Vanilla Ice o el modelo y bailarín Tony Ward. Sumado a ello, según la biógrafa y periodista Lucy O'Brien, se sentía sola e insegura y los más cercanos a ella se preocupaban por su incapacidad para asentarse, no solo con una persona, sino con ella misma. La música pasó a ser la única área donde la artista pudo plasmar sus sentimientos, y las canciones de Erotica manifestaban la depresión que había estado evitando; en palabras de O'Brien: «Madonna quería contar sus historias. Era una mujer con experiencia de treinta y tres años con emociones complejas, y estaba decidida a reflejarlo. Toda su rabia, consternación, desconcierto y pasión acabaron en este disco». Shimkin declaró que se sentía «muy motivada» y añadió que «nunca hubo un período en el que se tanteara la situación, fue sumergirse de cabeza». Varios temas del disco, entre ellos «Bye Bye Baby», trataban sobre un «amor romántico perdido» y abordaban las relaciones frustradas de la cantante, especialmente aquellas en las que su pareja, descrito como un «hombre siempre sumiso», no «aparecía» con su papel básico.

## Grabación
Producida por Madonna y Pettibone, la grabación de «Bye Bye Baby» tuvo lugar en los estudios Sound Works de la ciudad de Nueva York. Entre los músicos que participaron se incluyen Niki Haris y Donna De Lory, quienes colaboraron en los coros, así como Joe Moskowitz, Pettibone y Shimkin, que tocaron el teclado y la guitarra; estos dos últimos también realizaron la secuenciación y la programación. P. Dennis Mitchell y Robin Hancock fueron los responsables de la ingeniería de audio, con asistencia de Mark Goodman, mientras que George Karras realizó la mezcla. Por último, Ted Jensen estuvo a cargo de la masterización en los estudios Sterling Sound de Nueva York.
De acuerdo con Pettibone, «Bye Bye Baby» «implicó un gran nivel de experimentación», dado que Madonna buscaba «un aire de los años 1940» y quería que su voz no sonara natural, sino que tuviese algún tipo de filtro para que se escuchara distorsionada, como si saliera de una radio antigua, de tal manera que, para lograr aquello, utilizaron un filtro Pultec HLF. Este no se agregó después ni fue una ocurrencia tardía, sino que aplicaron ese efecto de voz durante la grabación y así era como Madonna se oía a sí misma al cantarla. Shimkin mencionó que, si bien suelen aplicarse este tipo de técnicas en la mezcla, para esta ocasión decidieron registrar aquel efecto directamente en la cinta y añadió: «Ya no hubo marcha atrás. No hubo restricciones. Se intentó todo lo que se quería probar». Para él, resultó una experiencia «muy divertida». Por su parte, De Lory comentó que el efecto vocal «tenía mucha actitud. Hay un poco de poder femenino y esa actitud de poder decirle eso a un tipo. Se nota lo adelantada que estaba para su época».

## Composición

### Música

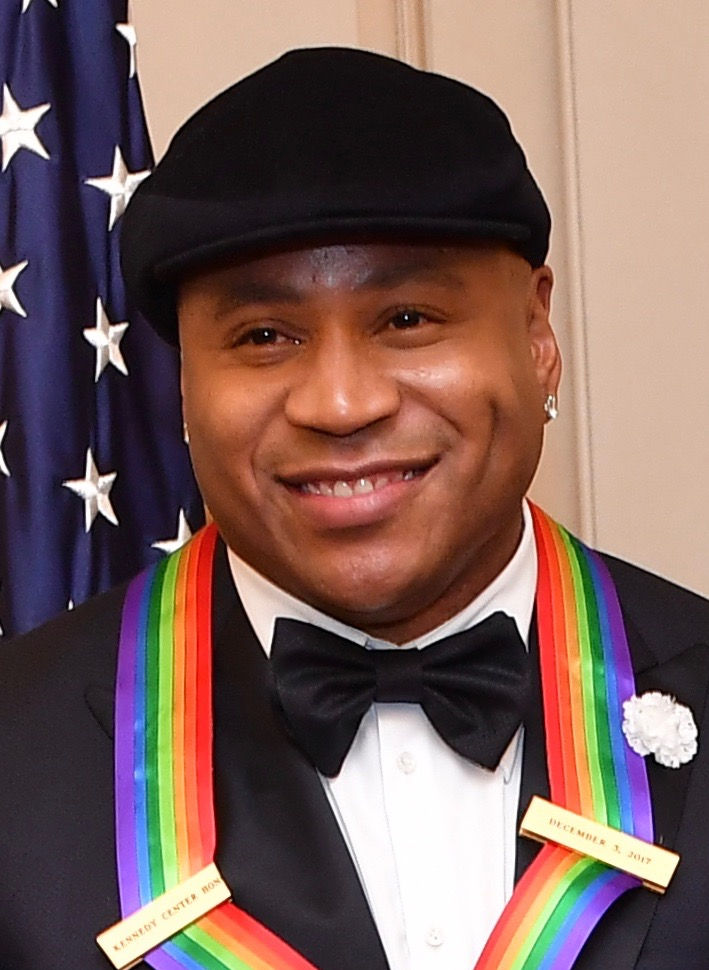
«Bye Bye Baby» utiliza el sample de un hook de «Jingling Baby» (1990) del rapero LL Cool J (imagen)

De géneros hip hop y dance pop, «Bye Bye Baby» es una canción de tempo rápido que utiliza el sample de un hook de «Jingling Baby» (1990), del rapero estadounidense LL Cool J. Louis Virtel de Logo la describió como una «canción de despedida de hip hop con aires de cabaré». Anthony Violanti del diario The Buffalo News lo caracterizó como un tema de techno pop, en tanto que Daryl Easlea, uno de los autores de Madonna: Blond Ambition (2012), le pareció que tenía más un ritmo de swing. Oliver Hollander de The Young Folks observó que empleaba el uso de técnicas de producción típicas del hip hop, y citó el sample de «Jingling Baby» como ejemplo de esa «aura creativa». Según la partitura publicada en el sitio Sheet Music Plus por Alfred Publishing Co. Inc., se establece en un compás de 4/4 con un tempo de 120 pulsaciones por minuto. Está compuesta en la tonalidad de fa menor y el registro vocal de Madonna se extiende desde la nota fa3 a la4. Sigue una progresión armónica de sol-si bemol-sol-re-sol-re menor.
Tras el final de «Fever», «Bye Bye Baby» inicia con un bajo grave que «pulsa» contra el sonido agudo de un teclado de los años sesenta. Se aprecian ocasionalmente sonidos de guitarra y voces que gritan de fondo. Finaliza con una explosión y la frase You fucked it up («lo arruinaste»), que es censurada. La voz distorsionada de Madonna se escucha distante y atenuada por la ecualización para sonar mucho más fina y aguda, como si se proyectara desde un megáfono o una Victrola antigua. Además, provoca el efecto de un contestador automático; de hecho, el pitido que censura el último verso you fucked it up también actúa como el pitido que anuncia el final del mensaje de la máquina. Frank Lloyd, autor de Deconstructing Madonna (1993), explicó que Erotica hacía referencia al trabajo anterior de la artista; en este aspecto, mencionó que su voz modificada, similar a la de un tubo acústico, recordaba al pastiche de los años 1920 del disco I'm Breathless (1990).

### Letra
La letra de «Bye Bye Baby», que inicia con la declaración «esta no es una canción de amor» (This is not a love song), trata sobre el rechazo y relata la historia sobre cómo deshacerse de un amante. En el tema, la relación de la narradora «se desmorona cuando se despierta de los hechizos de amantes engañosos». La protagonista enfrenta de manera «punzante» a su amante, a quien está a punto de abandonar, y le cuestiona por qué le hace daño, lo que se refleja en los versos What excites you? What turns you on? / What makes you feel good? / Does it make you feel good to see me cry? / I think it does («¿Qué te emociona? ¿Qué te enciende? ¿Qué te hace sentir bien? ¿Te hace sentir bien verme llorar? Creo que sí»). Se burla de él por haberla hecho llorar y, en lugar de vengarse de su «pareja dominante», decide «tomar el control» y le reitera It's your turn to cry, this time you have to say goodbye («Te toca a ti llorar, esta vez tú tienes que decir adiós»). Hacia el final, «asegura su supervivencia» en el verso This is the first time and the last time you'll ever see me cry («esta es la primera y la única vez que me verás llorar»), y en el outro de la canción «se deshace del cretino que la ha estado maltratando» y concluye con el verso you fucked it up («lo arruinaste»).
La letra ha sido objeto de comentarios y análisis por parte de la crítica. En este aspecto, Matthew Rettenmund, autor de la Encyclopedia Madonnica (1995), la describió como una «agria» canción de «anti-amor», y añadió que la cantante había compuesto «tantas canciones de amor» hasta ese momento que debía recordar a los oyentes que esta no lo era. Richard Harrington de The Washington Post declaró que aquellas pistas coescritas con Pettibone, entre ellas «Bye Bye Baby», seguían la línea del «dolor y el tormento del corazón», así como de los peligros del romance. Cat Woods de Shondaland mencionó que emanaba «vulnerabilidad, deseo, lujuria y un desvergonzado apetito de atención, sexo y amor». Según Sal Cinquemani de Slant Magazine, la frase «especialmente vengativa» I'd like to hurt you («me gustaría hacerte daño») adquiría un nuevo significado después de que la narradora admitiera en la anterior canción «Erotica» que «solo hago daño a los que quiero» (I only hurt the ones I love), de manera que el verso inicial «esta no es una canción de amor» era solo una «ilusión». Rikky Rooksby —autor de The Complete Guide to the Music of Madonna (2004)— y Frank Lloyd también notaron que tanto la música como la letra, especialmente la línea I'd like to hurt you, remitían a «Erotica». Siguiendo el mismo punto, Justin Chadwick de Albumism observó que en ambos temas existía una dualidad entre el placer y el dolor, pero «Bye Bye Baby» trataba más desde la perspectiva de un «amor roto», cuando declara «me gustaría hacerte daño». Por otro lado, el autor Marc Andrews sostuvo que la letra podría estar dedicada a su anterior pareja Tony Ward, en tanto que Michael R. Smith de The Daily Vault le pareció que hacía referencia a la relación que mantuvo con Warren Beatty al decirle, «sin dejar lugar a dudas, que "se largue"». En otra observación, los autores Francesco Falconi y Georges-Claude Guilbert opinaron que aludía a la actriz Marilyn Monroe; este último indicó que Monroe y Jane Russell cantan en Gentlemen Prefer Blondes (1953) un tema sentimental del mismo nombre, pero la diferencia radicaba en que Madonna advertía al inicio que «esta no es una canción de amor» y finalmente «se deshace de su amante egoísta e incompetente».

## Publicación y remezclas
El 15 de noviembre de 1993, las compañías Maverick, Sire y Warner Bros. Records publicaron «Bye Bye Baby» como el sexto y último sencillo del álbum, después de «Erotica», «Deeper and Deeper», «Bad Girl», «Fever» y «Rain». Nunca estuvo disponible comercialmente en territorios como los Estados Unidos y el Reino Unido, sino que se limitó solo a algunos mercados europeos, así como a Extremo Oriente y Australia; en este último, el lanzamiento coincidió con los conciertos brindados durante la gira The Girlie Show de Madonna. El vinilo de 7" y el casete incluían en la cara A la versión original de «Bye Bye Baby», con una duración de 3:56, y en la cara B una remezcla del tema titulada «N.Y. Hip Hop Mix», de 3:51. En Japón, salió a la venta el 28 de noviembre en un CD de 3" que tuvo como lado B una versión editada del anterior sencillo, «Rain». En Brasil, «Bye Bye Baby» —así como los otros cinco sencillos de Erotica— figuró en el EP promocional The Girlie Show para conmemorar la visita de la cantante al país en el marco de su gira.
El lanzamiento estuvo acompañado de siete remezclas a cargo de Ricky Crespo, que figuraron en la edición del maxi CD y cuatro de ellas en el vinilo de 12". Para la producción de las nuevas versiones, Crespo fue el responsable de los arreglos, la programación y la mezcla, esta última en conjunto con Acar S. Key, quien también fue el ingeniero de grabación. Shawn Lucas colaboró en los teclados y Fernando Aponte realizó la compresión vocal. En general, siguen un sonido hip hop que no difiere mucho de la versión del álbum y emplean ritmos y sonidos adicionales de viento añadidos a la mezcla original. La versión «Madonna's Night on the Club», descrita por José F. Promis de AllMusic como la «más interesante» de todas, incluye órganos y efectos de guitarra sobre un ritmo house de principios de los años 1990. Promis señaló que el tema «era entretenido para los coleccionistas y siete remezclas hacen un buen negocio», pero sintió que no destacaban lo demasiado y solo la versión original era la mejor, por lo que hacía de este «uno de sus sencillos menos esenciales». Joey DiGuglielmo del Washington Blade elogió a «Madonna Gets Hardcore» como uno de los «variados placeres» del maxisencillo. El 2 de diciembre de 2022, con motivo del trigésimo aniversario de Erotica, las siete remezclas del maxi CD, más una adicional titulada «Tallahassee Pop», estuvieron disponibles en todas las plataformas digitales.

## Recepción comercial
En Italia, «Bye Bye Baby» debutó en el decimoquinto puesto de la lista de Musica e dischi en la semana 47 de 1993; el 18 de diciembre de ese año, ascendió hasta la séptima posición y permaneció siete semanas en total. En Finlandia, ocupó el decimoséptimo lugar del conteo de ventas físicas; con ello, significó el fin de una racha de diez éxitos consecutivos entre los diez primeros puestos, que había iniciado con «Vogue» (1990) y finalizado con «Rain», por lo que también fue el primer sencillo de Madonna que no ingresó al top diez desde «Dear Jessie» (1989). En Suiza, alcanzó su posición más alta el 23 de enero de 1994 en el número 28 y estuvo presente cuatro semanas.
En Australia, el tema hizo su debut en el 31.º puesto de la lista ARIA Top 50 Singles el 5 de diciembre y, en la siguiente edición, ascendió hasta el decimoquinto, lo que representó el 28.º top veinte de Madonna. Descendió gradualmente de posiciones y estuvo ocho semanas en total, cuando hizo su última aparición el 6 de febrero de 1994 en el número 38. Por último, en Nueva Zelanda, el recibimiento fue menor; ingresó en el puesto 49 el 26 de diciembre, pero abandonó la lista la semana siguiente; un mes después, precisamente el 23 de enero, volvió a entrar en el número 43, aunque nuevamente solo estuvo presente en esa fecha.

## Recepción crítica
| Combinando el deep house y los sonidos disonantes de Erotica, con una voz atrevida y filtrada que no habría sonado fuera de lugar en el LP I'm Breathless (1990), «Bye Bye Baby» solo se publicó como sencillo fuera de Norteamérica, pero sigue siendo una de los momentos más raros del álbum más ambicioso de su catálogo —Joe Lynch de Billboard en la lista de las cien mejores canciones de Madonna. |

En términos generales, «Bye Bye Baby» obtuvo reseñas variadas de los críticos y periodistas musicales. Uno de los temas elogiados fue la producción de la canción; así, en un comentario positivo, Michael R. Smith de The Daily Vault la calificó como una pista «provocativa» y uno de los momentos «dignos de mención» de Erotica. Además, resaltó que la producción de Pettibone «canaliza las tendencias desafiantes de Madonna». John Myers de Yahoo! lo consideró «irresistible de escuchar» y Tom Ford de Toledo Blade afirmó que era una versión nueva de su época de «reina del dance, con ritmos big beat y post-disco y voces susurradas de pseudo-rap». Aunque la describió como «densa» y «rebuscada», J. D. Considine de The Baltimore Sun escribió que, en temas como «Bye Bye Baby», Madonna y sus coproductores «van más allá de lo esperado» y es ahí cuando el álbum «se acalora de verdad». Annie Zaleski de The A.V. Club destacó que el tema, junto con «Erotica», formaba parte de los «buenos momentos» del disco. Phil Sutcliffe de la revista Q sintió que Madonna era «mala y vengativa» en la canción. Stephen Holden de The New York Times la describió como «pícara» y «con agallas», mientras que Justin Chadwick de Albumism la consideró «atrevida» y Mark Elliott de Dig! «contagiosa». Chuck Arnold de Billboard, que lo calificó como el séptimo mejor tema de Erotica, observó que, aunque había un trasfondo sadomasoquista en el álbum, Madonna infligía un tipo de dolor diferente en «Bye Bye Baby», a la que definió como una «despiadada canción de ruptura».
La voz modificada de Madonna tuvo comentarios variados a negativos de la crítica. En una opinión favorable, Matthew Barton de The Quietus reconoció el hecho de que la cantante intentara experimentar y citó las «voces nasales» en la «extraña y casi caricaturesca "Bye Bye Baby"». David Browne de Entertainment Weekly aseguró que, incluso con su voz «burlona y electrónicamente alterada», sonaba «más sincera» en comparación con otras canciones del álbum. Richard Harrington de The Washington Post expresó que se oía «indiferente y ligeramente burlona», en tanto que Daryl Easlea notó que se escuchaba «distanciada» de la canción. Más negativo fue Andrew Le de la revista en línea Renowned for Sound, que describió al tema como «agresivo» y declaró que su interpretación resultaba «francamente espeluznante». Por su parte, Arion Berger de Rolling Stone expresó que su voz «infantil» y su discurso «flojo» eran «cualquier cosa menos asertivos: podría ser una drag queen jugueteando con un éxito pop del pasado». Peter Piatkowski de PopMatters opinó que su voz nunca había sido un «instrumento fuerte» y en la canción «se ve aún más debilitada» por la distorsión a través del filtro, lo que daba como resultado una presencia «fantasmal, mecánica y algo técnica, como si fuera solo uno de los muchos efectos del estudio». Para Lucy O'Brien, Madonna se mostró «fría y minimalista hasta el punto de llegar a lo monótono». Asimismo, criticó el ritmo dance por ser «apenas perceptible» y la letra «superficial, como si no estuviera totalmente concentrada o no tuviera muchos recursos internos a los que recurrir, lo que los curanderos alternativos llamarían "qì disperso", una fuerza vital agotada». Arnold de Billboard reprobó el «chirrido computarizado» en su voz que provocaba que sonara «completamente desprovista de emociones humanas». Matthew Rettenmund percibió su interpretación como «metálica y mecánica»; además, agregó que, según el gusto de cada uno, era «o bien una insignificancia irritantemente mecanizada y de baja calidad, o bien una canción de anti-amor efectivamente venenosa». Aunque le pareció «divertida», Gavin Scott de Chart Beats prefirió que otros temas del disco como «Why's It So Hard» y «Words» hubieran sido publicados como sencillos. Rikky Rooksby sintió que el «gesto de agresividad tan atrevido» de Madonna no encajaba bien con el «ambiente erótico y refuerza el aire de narcicismo y cálculo».
El sitio Chart Beats la clasificó en el 152.º puesto de las 200 mejores canciones de 1993. En reseñas retrospectivas, la revista i-D la calificó como una de las más infravaloradas en la carrera de Madonna y sostuvo que se había convertido en un sencillo «olvidado» de Erotica, pero que era «simplemente maravilloso». El autor Marc Andrews declaró que tuvo «un éxito mucho menor del que debería haber tenido». HuffPost, que también lo consideró uno de sus trabajos más subestimados, opinó que podría ser una de las canciones sobre el rechazo «que suenan más dulces». Mark Elliot de la revista en línea Dig! observó que la manipulación en su voz se volvería «uno de los trucos de vocoder» característicos de sus siguientes materiales discográficos durante el siglo XXI, especialmente con el álbum Music (2000). «Bye Bye Baby» también fue elegido entre los mejores sencillos de la artista por medios de comunicación como Billboard, Chart Beats, Logo, Parade, Slant Magazine y The Guardian; de esta última publicación, Jude Rodgers comentó que «su voz infantil al estilo de los años 1940, modificada para sonar como si estuvieran vacilando a través de una conexión inalámbrica, aún cruje con encanto». Por último, Hugh McIntyre de la revista Bustle incluyó el verso I know I love you because I hate you, and now I'd rather haunt you («Sé que te amo porque te dio, y ahora prefiero atormentarte») como una de las mejores letras de Erotica.

## Presentaciones en vivo

### MTV Video Music Awards
| En retrospectiva, la elección de la canción es extraña: «Bye Bye Baby» ni siquiera se publicó como sencillo en los Estados Unidos, pero el historial de Madonna en los VMA está repleto de presentaciones fascinantes, y la atrevida actuación de «Bye Bye Baby» (llena de caricias en el interior de los muslos, azotes, frottage, etcétera) fue otra maravilla visual. —Editores de Rolling Stone en su reseña a la presentación de «Bye Bye Baby». |

El 2 de septiembre de 1993, Madonna abrió la décima edición de los MTV Video Music Awards, celebrada en el Anfiteatro Gibson de Universal City (California), con una interpretación de «Bye Bye Baby». Para la actuación, inspirada en el burlesque y el cabaré, la cantante lució un atuendo andrógino en un estilo similar a la actriz alemana Marlene Dietrich, que consistió en un sombrero de copa combinado con una camisa blanca, fajín y corbata, una chaqueta de traje negra y pantalones del mismo color. Estuvo acompañada de sus coristas y de tres «atractivas» bailarinas escasamente vestidas, solo con lencería «subida de tono», en un ambiente tipo burdel. El número se caracterizó por invertir los roles de género: a lo largo de la presentación, ella y sus coristas coqueteaban y jugueteaban con las bailarinas y, en un momento, acariciaba el muslo y nalgueaba a una de ellas. Hacia el final, bromeaba con el público y preguntaba «coquetamente»: «¿Captan lo que digo?». El número sirvió como un anticipo de la gira The Girlie Show World Tour, que inició un par de semanas después del evento de los MTV.
En general, la actuación obtuvo comentarios positivos de la crítica. Por ejemplo, Jessie Peterson de MTV elogió el look «impecable» de la artista, mientras que Phil Rosenthal de Los Angeles Daily News señaló que había estado «más bromista que cualquier otra cosa en el número de apertura» y resaltó que «sentó las bases de la noche». V. Shankar Alyar de The Indian Express la denominó una «explosión de erotismo lésbico» y mencionó que «llenó de vida un anfiteatro abarrotado», donde hubo «conmoción, asombro, aplausos y otras emociones [que] compitieron por la atención cuando la cantante reveló en el escenario su nueva expresión andrógina y marcó el ambiente de la noche». Por el contrario, Luis Manuel González de La Opinión, que otorgó una mala reseña a la premiación en general, sintió que «ni la aparición de Madonna, quien estuviera provocativa pero nada atrevida al principio de la emisión al cantar y bailar, [...] inyectó a esta larga fiesta. Solo los productores habrán quedado sorprendidos». El equipo de redacción de Rolling Stone lo clasificó en el octavo lugar de las veinte mejores presentaciones de apertura de los Video Music Awards, y Louis Virtel de Logo, a quien le pareció una «gran actuación», también la incluyó en el octavo puesto en su lista de los once mejores momentos de la cantante en la premiación; como reseña, escribió: «Madonna ha invocado a menudo la imagen de Marilyn Monroe, pero los verdaderos fanáticos saben que está mucho más cerca, en identidad y actitud, de Marlene Dietrich. Con esta interpretación de "Bye Bye Baby", al estilo cabaré y sentada en una silla, dio un paseo en el expreso de Shanghai hacia un retroceso cinematográfico asombroso».

### The Girlie Show World Tour
Madonna interpretó «Bye Bye Baby» en su cuarta gira musical The Girlie Show, realizada entre septiembre a diciembre de 1993. Era la duodécima canción del repertorio, después de «Like a Virgin» (1984) y antes de «I'm Going Bananas» (1990), y formó parte del tercer segmento del espectáculo, titulado Weimar Cabaret. Fue exactamente la misma presentación que realizó en los MTV Video Music Awards; por ende, también sirvió como homenaje a Dietrich. Madonna y sus coristas repitieron el vestuario inspirado en la actriz en la película Marruecos (1930) que, a su vez, era similar a la vestimenta utilizada por los caballeros de la época victoriana; el mismo consistió en un traje negro tipo frac, una camisa blanca, un pañuelo bien ceñido a la cabeza, un sombrero de copa negro brillante y un bastón. La puesta en escena, comparada con la compañía japonesa de baile femenina Takarazuka Revue, fue descrita como un «circo sexual, con Madonna como animadora de carnaval y un escenario solo de chicas».
Así como en la premiación, el número consistió en un juego de roles de género; caracterizada como un dandi, a lo largo de la actuación la artista seducía y besaba a las bailarinas apenas vestidas quienes, a su vez, tomaban una posición sumisa y utilizaban los bastones como accesorios fálicos. A continuación, arrojaban los bastones y empujaban a los «hombres» hacia el suelo; en respuesta, azotaban a las mujeres y simulaban mantener relaciones sexuales con ellas, además de pavonearse por el escenario y adoptar «exagerados» gestos machistas, como agarrarse las entrepiernas. Hacia el final, las bailarinas rechazaban a Madonna y las coristas, quienes las observaban de manera lasciva. Una vez terminada la actuación, y repitiendo la rutina de los premios MTV, preguntaba de forma burlona al público: «¿Captan la idea? ¿Nos follamos a las mujeres? ¿Lo hacemos?». La presentación sirvió de videoclip únicamente en Australia para promocionar el sencillo, y posteriormente figuró en el videoálbum The Girlie Show: Live Down Under (1994), rodado en noviembre de 1993 durante uno de los conciertos realizados en Sídney. Gavin Scott de Chart Beats la denominó una de las canciones «más memorables» de la gira. De manera similar, Colin Jacobson de DVD Movie Guide lo consideró uno de los momentos destacados del espectáculo y añadió que resaltó «lo que sorprendentemente es lo mejor de este DVD: el tremendo poder que la banda en vivo y los arreglos ocasionales añaden a muchas de estas canciones». En su reseña al concierto en São Paulo, Patricia Paladino del periódico Jornal do Brasil lo describió como un momento «íntimo» entre Madonna y las bailarinas, en el que simulaban «caricias y besos».

### Análisis
| Que Madonna «hiciera» de lesbiana en esta actuación televisada a nivel nacional, en un momento en el que el chic lésbico estaba de moda, [...] podría parecer una victoria para cualquiera que defienda la visibilidad y la idea de una cultura popular queer (y de una cultura popular queer para la sociedad). Sin embargo, dado que Madonna ha insistido en etiquetarse como heterosexual, también puede verse como otro de sus intentos de mercantilismo cultural, lo que bell hooks denomina «comerse al otro». —Ruth Goldman, especialista en estudios queer, sobre la actuación de Madonna en los premios MTV. |

La presentación tanto en la premiación como en la gira atrajo algunos comentarios y análisis por parte de académicos y periodistas. Para Gerry Bloustien, autor de Girl Making (2003), el número de «Bye Bye Baby» recalcaba la «distorsión» de género y representación al «convertirse en el hombre de sus personajes femeninos». En el libro Queer Studies: A Lesbian, Gay, Bisexual, and Transgender Anthology (1996), la especialista en estudios queer Ruth Goldman señaló que, al «enfrentar» a mujeres con atuendos masculinos y femeninos tan tradicionales, Madonna «jugaba» con los papeles de butch y femme, propios de la subcultura lésbica, por lo que simbolizaba una actuación queer desde un punto de vista del género y la sexualidad y «perturbaba» el discurso heteronormativo de la cultura popular. Matthew Rettenmund escribió que la artista «no se limita a abrazar la masculinidad, sino que la lleva como vestuario, lo que provoca una evaluación de la naturaleza de la "masculinidad"». Tomó como ejemplo el momento en el que Madonna y sus coristas —con sus trajes de esmoquin— «manoseaban y miraban a un grupo de mujeres con escasa ropa» y prosiguió: «Como el público era consciente de que estos "hombres" eran impostores, todos los movimientos escénicos que pudieran definirse como masculinos eran identificables inmediatamente; ver a las mujeres comportarse como hombres pone de relieve ese comportamiento».
En el libro Madonna's Drowned Worlds (2004), la académica Freya Jarman-Ivens reconoció que la actuación resaltó la «importancia del discurso lésbico». Asimismo, reparó en que el «rechazo» de los bastones, que se construye como accesorios fálicos, podía interpretarse de varias maneras: la primera de ellas, como «una dominación femenina que sustituye a la masculina»; la segunda, como «una afirmación de la performatividad de todas las formaciones de género»; y la tercera, como «la exposición de "hombres" como mujeres travestidas». Esta última interpretación en particular, según la autora, fomentaba una «lectura lésbica de las escenas simuladas de sexo entre las chicas y los "hombres", ya que el público se ve obligado a enfrentarse al hecho de que los "hombres" son mujeres». En otro análisis, Goldman observó que, en una perspectiva de raza y clase social, la actuación adquiría una lectura distinta; durante la presentación, Madonna y sus coristas —dos mujeres blancas y una afroestadounidense— interpretaban a las «marimacho», mientras que las bailarinas asiático estadounidenses personificaban a las mujeres «femeninas». Dicha representación, sumada a la letra de la canción y a las acciones durante la actuación, en las que agarraban el rostro de las bailarinas o simulaban una «brusca» penetración sexual, daban la idea de que las «marimacho» no solo las controlaban físicamente, sino que también cominaban el lenguaje y la historia. Por consiguiente, las mujeres asiático estadounidenses reflejaban una imagen de «malas» y «merecedoras de castigos». En un comentario similar, Diane Grossman, una de las autoras de Companion to Sexuality Studies (2020), explicó en el capítulo «Sexuality and Popular Culture» que la actuación ejemplificaba el estereotipo de las personas de color y añadió que la manera en que las bailarinas eran representadas «reafirmaba el estereotipo de la mujer asiática como pasiva y dócil». Goldman concluyó:

El hecho de que Madonna eligiera a asiático-estadounidenses como protagonistas refuerza los estereotipos de la mujer asiática como la «otra», que es pasiva, exótica y femenina. También hay una burla en el hecho de que han sido explotadas económicamente como «mujeres de salaz» para los militares estadounidenses desde hace muchos años. [...] Por lo tanto, si afirmáramos que esta presentación es queer sin calificarla, seríamos cómplices al permitir que los discursos racistas, clasistas y misóginos continúen sin interrupciones. Esta actuación puede ser queer al emplear el travestismo de mujer a hombre y las parejas del mismo sexo, pero está normalizada en su uso del clasismo, el racismo sexual y la mercantilización, y cualquier alteración del discurso heteronormativo se vería reducida por estos factores».

## Lista de canciones y formatos
| 7" / Casete |                                    |          |  |
| N.º         | Título                             | Duración |  |
| 1.          | «Bye Bye Baby» (versión del álbum) | 3:56     |  |
| 2.          | «Bye Bye Baby» (N.Y. Hip Hop Mix)  | 3:51     |  |

| 12" |                                              |          |  |
| N.º | Título                                       | Duración |  |
| 1.  | «Bye Bye Baby» (N.Y. Hip Hop Mix)            | 3:51     |  |
| 2.  | «Bye Bye Baby» (Madonna's Night on the Club) | 5:16     |  |
| 3.  | «Bye Bye Baby» (Tallahassee Pop)             | 3:48     |  |
| 4.  | «Bye Bye Baby» (Rick Does Madonna's Dub)     | 6:20     |  |

| CD de 3" |                                    |          |  |
| N.º      | Título                             | Duración |  |
| 1.       | «Bye Bye Baby» (versión del álbum) | 3:56     |  |
| 2.       | «Rain» (Radio Remix)               | 4:33     |  |

| Maxi CD |                                              |          |  |
| N.º     | Título                                       | Duración |  |
| 1.      | «Bye Bye Baby» (versión del álbum)           | 3:56     |  |
| 2.      | «Bye Bye Baby» (N.Y. Hip Hop Mix)            | 3:51     |  |
| 3.      | «Bye Bye Baby» (California Hip Hop Jazzy)    | 3:43     |  |
| 4.      | «Bye Bye Baby» (Madonna's Night on the Club) | 5:16     |  |
| 5.      | «Bye Bye Baby» (Rick Does Madonna's Dub)     | 6:20     |  |
| 6.      | «Bye Bye Baby» (House Mix)                   | 3:50     |  |
| 7.      | «Bye Bye Baby» (Madonna Gets Hardcore)       | 4:24     |  |

| Digital |                                              |          |  |
| N.º     | Título                                       | Duración |  |
| 1.      | «Bye Bye Baby»                               | 3:56     |  |
| 2.      | «Bye Bye Baby» (N.Y. Hip Hop Mix)            | 3:49     |  |
| 3.      | «Bye Bye Baby» (California Hip Hop Jazzy)    | 3:49     |  |
| 4.      | «Bye Bye Baby» (Madonna's Night on the Club) | 5:20     |  |
| 5.      | «Bye Bye Baby» (Rick Does Madonna's Dub)     | 6:34     |  |
| 6.      | «Bye Bye Baby» (House Mix)                   | 3:52     |  |
| 7.      | «Bye Bye Baby» (Madonna Gets Hardcore)       | 4:25     |  |
| 8.      | «Bye Bye Baby» (Tallahassee Pop)             | 3:50     |  |

## Posicionamiento en listas
| País          | Lista (1993-1994)       | Posición más alta |
| ------------- | ----------------------- | ----------------- |
| Australia     | ARIA Top 50 Singles     | 15                |
| Finlandia     | Suomen virallinen lista | 17                |
| Italia        | Musica e dischi         | 7                 |
| Nueva Zelanda | RMNZ                    | 43                |
| Suiza         | Schweizer Hitparade     | 28                |

## Créditos y personal

### Dirección
- Grabación en Sound Works Studio (Nueva York)
- Masterización en Sterling Sound (Nueva York)

### Personal
- Madonna: artista principal, voz, composición, producción
- Shep Pettibone: composición, producción, secuenciación, guitarra, teclados, programación
- Anthony Shimkin: composición, secuenciación, guitarra, teclados, programación
- Joe Moskowitz: guitarra
- Donna De Lory: coros
- Niki Haris: coros
- P. Dennis Mitchell: ingeniería de grabación
- Mark Goodman: asistente de ingeniería
- Robin Hancock: ingeniería de grabación
- George Karras: mezcla
- Ted Jensen: masterización
- Ricky Crespo: remezclas

Créditos adaptados de las notas del álbum Erotica y de AllMusic.

### En inglés
- Andrews, Marc (2022). Madonna Song by Song. Fonthill Media LLC. ISBN 978-1-78155-844-7.
- Beemyn, Brett; Eliason, Mickey, eds. (1996). Queer Studies: A Lesbian, Gay, Bisexual, and Transgender Anthology. New York University Press. ISBN 0-8147-1257-6.
- Bloustien, Gerry (2003). Girl Making: A Cross-Cultural Ethnography on the Processes of Growing up Female. Berghahn Books. ISBN 1-57181-425-6.
- Clerk, Carol; Appel, Stacey (2012). Madonna Style. Omnibus Press. ISBN 978-1-78038-152-7.
- Easlea, Daryl; Fiegel, Eddi (2012). Madonna: Blond Ambition. Backbeat Books. ISBN 978-1-61713-034-2.
- Fouz-Hernández, Santiago; Jarman-Ivens, Freya, eds. (2004). Madonna's Drowned Worlds: New Approaches to Her Cultural Transformations, 1983-2003. Ashgate Publishing Limited. ISBN 0-7546-3371-3.
- Guilbert, Georges-Claude (2002). Madonna as Postmodern Myth. McFarland & Company. ISBN 0-7864-1408-1.
- Lloyd, Frank (1993). Deconstructing Madonna. B. T. Batsford Ltd. ISBN 0-7134-7402-5.
- Morgan, Michelle (2015). Madonna. Londres: Robinson. ISBN 978-1-47211-886-8.
- Morton, Andrew (2001). Madonna. St. Martin's Press. ISBN 0-312-28786-0.
- Naples, Nancy A., ed. (2020). Companion to Sexuality Studies. John Wiley & Sons. ISBN 9781119315049.
- O'Brien, Lucy (2007). Madonna: Like an Icon. HarperCollins. ISBN 0-06-089896-8.
- Rettenmund, Matthew (1995). Encyclopedia Madonnica. St. Martin's Press. ISBN 0-312-11782-5.
- Rooksby, Rikky (2004). The Complete Guide to the Music of Madonna. Omnibus Press. ISBN 978-0-7119-9883-4.

### En otros idiomas
- Falconi, Francesco (2017). Loco por Madonna. La Reina del Pop. Babelcube Inc. ISBN 150717795X.
- Pennanen, Timo (2021). Sisältää hitin (PDF) (en finés). Otava. ISBN 978-952-7460-01-6.
- Robinson, Billy (2018). Madonna en 30 secondes: Sa vie, sa musique et son influence, expliquées en moins d'une minute (en francés). Éditions Hurtubise. ISBN 978-2-89781-174-7.